# Pop'nツインビー
『Pop'nツインビー』（ポップンツインビー、Pop'n Twinbee）は、1993年3月26日にコナミより発売されたスーパーファミコン用縦スクロールシューティングゲーム。
後にPlayStation Portable用ソフト『ツインビー ポータブル』（2007年）にも収録されている。2014年5月7日にはWii Uバーチャルコンソールで、2016年11月28日にはNewニンテンドー3DSバーチャルコンソールで配信された。

## 概要
ツインビーシリーズの6作目であり、SFC初のツインビー。設定やキャラクターを踏襲しつつ完全な新作として発売された。ストーリーやシステムには違いがあるが、一部ステージの内容は『出たな!!ツインビー』（1991年）の焼き直しに近い構成になっている。パンチ、投げ攻撃、ちび分身、分身のタイプセレクトなどシステム的にもオリジナルの要素が多数採用されている。オプションでは7段階（オプション画面でコナミコマンドを入力することで8段階）の難易度選択が可能。(裏技使用では)周回数の選択が可能となる。初心者からマニアまで幅広く対応している。また、生音源のアレンジCDがプレゼントされている。
なお、欧州では1994年にゲームボーイで本作と同名の『Pop'n TwinBee』が発売されているが、こちらは本項の作品とは異なり『ツインビーだ!!』（1990年）の移植版にあたる。

## ゲーム内容

### システム
本作はライフ制で、画面上に表示されるライフゲージが0になるまでは敵機や弾幕に触れても撃墜されなくなった。そのためベルによるパワーアップを維持しやすく、2Pモードではライフの受け渡しによる援護もできる。ただし「分身」だけはダメージの度に残存数が減る。残機の概念は無く、ライフが全てなくなると墜落しコンティニュー画面になる。
コンティニューはクレジットの回数分（最大8回まで）可能だが、スコアとベルはリセットされステージの最初からになる（2人同時プレイの場合はその場で復活）。本作ではミスしてもメインショットの「キャノン砲」「3ウェイ」及び、ちび分身の使用回数が保持されるため、比較的、復活が容易になっている。
2Pモードの際に2Pが初心者でも楽しめるように、1Pに攻撃が集中する「カップルモード」もオプションで設定可能である。

### 武器
本作では使用するコントロールをコンフィグで自由に割り振れる。
- SHOT - 対空ショットを発射する。空中の敵やベルを撃つことができる。
- BOMB - 対地ボムを発射する。本作ではウデが壊れることは無い。
- PUNCH - ボタンを離すとパンチで至近距離の空中敵を攻撃する。パンチによって発生する波紋は少しの間持続・追従し、敵弾を消せる他、パンチでしか倒せない敵もいる。ゲージ式で、ボタンを押しっぱなしで力をためることができ、最大までゲージをためるとパンチ時に星の演出が出る。
- CHIBI - ストックされている「ちび分身」の回数を1つ消費して、地上、空中の敵全てを攻撃する。使用中は完全に無敵になるが、その間は通常攻撃は不可能。
- THROW - 2人同時プレイ時に接近していると僚機を投げて攻撃。投げられたキャラは飛び回っている間は無敵。
- ENERGY - 2人同時プレイ時に接近している状態で押すことで、それぞれのライフゲージを分け与えるやり取りできる。

ちび分身は「ためぶんしん」として、パンチは「ためパンチ」として『ツインビーヤッホー! ふしぎの国で大あばれ!!』（1995年）に継承されている。

### アイテム

#### ベルパワーアップ
雲を対空ショットで攻撃すると出現し、攻撃を加える毎に色と効用が変化する（最終ステージのみ地上の砲台を破壊することで入手可能）。(ステージ4以降から登場するどんぐり隊をパンチ攻撃のみで倒すことで入手可能)。本作ではベルの色が変化しにくいため、パワーアップが比較的行いやすくなっている。
■黄ベル
初期のベルで取れば点数が手に入る。連続して取り続けるともらえる点数に係数がかかり最高1万点まで増える。
■青ベル
スピードチェンジ。移動スピードがアップし、重ねて取るとさらに速度があがるが、5つ目で最初の状態に戻る（スピードダウン）。
■緑ベル
分身が1つ増える。対空ショット攻撃をする分身を最大4つまで増やせて、5つ目からは9つ目までストックでき、ストック数はライフゲージ横に表示される。自機がダメージを受けると1つ減る。また展開タイプは3種類から選択できる。また開始時に展開タイプが選べるが、プレイヤー毎に内容がやや異なる。
のーまる
従来のシャドータイプとは違い、分身が自機に遅れて追尾する。ツインビーは過去の作品と同様に、停止すると自機の下に隠れるタイプなのに対して、ウインビーは停止しても自機との位置関係が保持される（グラディウスのオプションに近い）。
ぐるぐる
分身が自機の周囲を守るように回転する。ツインビーは前方のみ、ウインビーは360度の方向に攻撃できる。
のびのび
ショット中のみ分身が左右に伸びる。画面端に到達するとツインビーは上、ウインビーは下の方向に曲がる。
□白ベル
対空ショットをキャノン砲に変更。ショットが大型化かつ攻撃力が高くなり、ザコ敵を貫通する。3連射可能。3WAYと併用不可。
■紫ベル
対空ショットを3WAYに変更。前方に加えて斜めの3方向に射撃できるが、連射は効かない。キャノン砲と併用不可。
■ピンクベル
バリア。敵の体当たりや弾から機体を守ることができる。バリアは被弾すると青→緑→黄色→ピンクと徐々に変色し、最後には消える。バリア所持時に取得すると耐久力を初期値に戻すことができる。本体がダメージを受けると分身が減るため重要な装備。
■□黄白点滅ベル
ちび分身の使用回数が増える。プレイヤーの周囲に11匹のちび分身が出現して、画面全体を縦横無尽に跳ねまわって攻撃する。攻撃中は自機が無敵になる攻防一体の武器（いわゆるボム）。ストック数は画面下に表示される。

#### 地上アイテム
ハート
ライフを回復する。地上の敵を破壊すると時々出現する。
妖精
ライフを大きく回復する。特定のポイントをボムやちび分身で攻撃すると出現する隠れキャラクター。

## 設定

### ストーリー
時期的には『出たな!!ツインビー』から『ツインビーPARADISE』までの物語。ゲーム本編にはストーリーを暗示させる程度の映像しかないが、CDでは繋がりが明確に補完されている。舞台である「どんぶり島」のたんぽぽタウンに住む少女マドカのために、乱心したマードック博士を改心させるのが目的。当時はまだ主人公たちに名前がなく、イメージCDでも「ツインビーくん」「ウインビーちゃん」とマドカに呼ばれている。

### ステージ構成
| 面 | ステージ名       | ボス                                     | BGM                                                          | アイキャッチ                                   |
| -- | ---------------- | ---------------------------------------- | ------------------------------------------------------------ | ---------------------------------------------- |
| 1  | たんぽぽタウン   | ブロンコ                                 | - 風に誘われて（Twin memories） - ぶっとび大砲野郎どもに捧ぐ | ツインビーパイロットとマドカのキス             |
| 2  | アクアパーク     | イカチュード                             | - 海底のお散歩 - メカボス野郎のテーマ                        | ツインビーとウインビーがマドカの傍で回る       |
| 3  | ウーロン遺跡     | フロッガー                               | - 虹色の風 - メカボス野郎のテーマ                            | チャイナ服のウインビーパイロット               |
| 4  | 空中戦艦         | ハイパータケトンボ                       | - 勇気ある前進 - メカボス野郎のテーマ                        | 悔しがるマードック                             |
| 5  | どんぶら湖       | どんぐりベース                           | - Sky Avenue - ぶっとび大砲野郎どもに捧ぐ                    | コクピットでポーズを取るツインビーパイロット   |
| 6  | マグマベース     | マードックフェイス                       | - 熱いぞ！マグマベース - ぶっとび大砲野郎どもに捧ぐ          | 自機の肩の上でポーズを取るウインビーパイロット |
| 7  | マードックラボ   | スーパーツインビーデビル                 | - 最後だ！行ってみよう！ - おじいちゃんの最終兵器だ          |                                                |
|    | （エンディング） | ツインビー・ウインビー・どんぐり隊の行進 | - Eternal Planets                                            |                                                |

1. ↑  ステージBGMのボーカルアレンジ曲「Twin memories」は、OVA「ウインビーの1/8パニック」、ラジオドラマ「ツインビーPARADISE」の主題歌およびプレイステーションソフト「ツインビー対戦ぱずるだま」のエンディング曲に起用された。アルバム『Twinbee Vocal Paradise featuring Mariko Kouda』も参照。
2. ↑  パッケージアートになっているステージ。
3. ↑  ステージBGMのボーカルアレンジ曲「Fantasian」は、ラジオドラマ「ツインビーPARADISE」でマドカが経営する喫茶店、喫茶ファンタジアンの店内BGMに使用された。
4. ↑  クリア後は難易度が大幅にアップした2周目が開始される。ツインビーシリーズ最後の2周目となった。

## 登場キャラクター
ツインビー
1Pキャラクター。まだ機体とパイロットの名前は区別されていない。趣味はバイク、メローラ姫に惚れている。
ウインビー
2Pキャラクター。同じくまだ機体とパイロットの名前は区別されていない。ゲームクリア後は「ウインビー国民的アイドル化計画」により芸能界デビューした。
マドカ
乱心したマードック博士のひ孫娘。性格は可愛らしくて清純だが実はかなり腹黒い。クッキーを焼くのが趣味だがものすごくまずい。曾祖父の世界征服の野望を知り、秘密基地から小型機で脱出した。脱出艇で逃げているところをツインビーに救助される。以後ラジオドラマ『ツインビーPARADISE』でレギュラー化する。名前の由来は『がんばれゴエモン』スタッフの山内円（男性）。
マードック博士
マドカの祖父。柱に頭をぶつけて世界征服を企む悪の博士になった。お手伝いロボ「どんぐり隊」を使って戦いを挑む。現在、最終兵器スーパーマスターツインビーデビルを開発中。
バロンビー
本作で度々登場するライバルメカ。5ウェイショットや分身なども使用可能。
メローラ姫
ゲームには登場しない。イメージCD座談会ではツインビー少年が想いを寄せる女性として登場。
本作にはグインビーは登場しないが、一部資料には登場すると誤記されている。

## 他機種版
| No. | タイトル                             | 発売日         | 対応機種             | 開発元 | 発売元 | メディア                                    | 型式 | 売上本数 | 備考             |
| --- | ------------------------------------ | -------------- | -------------------- | ------ | ------ | ------------------------------------------- | ---- | -------- | ---------------- |
| 1   | Pop'nツインビー                      | 1997年9月30日  | スーパーファミコン   | コナミ | コナミ | フラッシュロムカセット (ニンテンドウパワー) | -    | -        |                  |
| 2   | ツインビー ポータブル                | 2007年1月25日  | PlayStation Portable | M2     | KDE    | UMD                                         | -    | -        | 収録ソフトの一つ |
| 3   | Pop'nツインビー                      | 2014年5月7日   | Wii U                | KDE    | KDE    | ダウンロード (バーチャルコンソール)         | -    | -        |                  |
| 4   | Pop'nツインビー                      | 2016年11月28日 | Newニンテンドー3DS   | KDE    | KDE    | ダウンロード (バーチャルコンソール)         | -    | -        |                  |
| 5   | スーパーファミコン Nintendo Classics | 2020年2月19日  | Nintendo Switch      | 任天堂 | 任天堂 | ダウンロード                                | -    | -        |                  |

## 音楽
サウンドトラック
- 『Pop'nツインビー』（1993年）
イメージアルバム。アレンジBGMとマドカによる語りとSTAGE.1のアレンジソングが収録。ライナーノーツには座談会が収録されている。
- 『Pop'nツインビーグラフィティ』（1993年）
前CDの内容的な続編。ゲーム本編のオリジナルサウンドトラックも収録されている。
- 『Pop'nツインビー [the gift]』（1993年）
ゲームソフトを買った人の中から抽選でプレゼントされた非売品CD。上記2アルバムに収録されている楽曲の一部とマドカによる語り（グラフィティ収録のものを含む全5編）が収録されている。
- 『KONAMI SHOOTING COLLECTION』(2011年)
Disc 4に収録されている。

## スタッフ
- プログラム：松岡伸浩、ちゃちゃ よしだ（吉田晃之）、びんびん おくたに（奥谷友春）
- キャラクター：藤本武史、岸本方彰、山内円、薬師寺健雄、橋本征貢
- サウンド・デザイン：上原和彦、いかちゃん（碇子正広）、けろっぴ! いのうえ（井上秀登）、冨田朋也、安慶名伸行、中島正恵、三木彩子
- パッケージ・デザイン：よしもとかよ
- スペシャル・サンクス：うめちゃん（梅崎重治）、さごいちゃん（砂井幸代）、ちるちる やまね（山根ミチル）、ばっぷ うえこう（上高治巳）、そのすじ もりもと、SHUZILOW.HA

## 評価
- ゲーム誌『ファミコン通信』の「クロスレビュー」では、7・8・7・7の合計29点（満40点）[7][4]、レビュアーの意見としては「もとがツインビーなだけにシューティングとしては目新しさには欠けるが、完成度は高く安心して婦女子もどうぞってところ」などと評されている[7]。

- ゲーム誌『ファミリーコンピュータMagazine』の読者投票による「ゲーム通信簿」での評価は以下の通りとなっており、23.17点（満30点）となっている[1]。この得点はスーパーファミコン全ソフトの中で38位（323本中、1993年時点）となっている[1]。また、『SUPER FAMICOM Magazine』1993年8月情報号特別付録の「スーパーファミコンオールカタログ'93」では、「自機はライフ制で、分身は最大9つまでストック可能となり、難易度が低めになっている」、「2人同時プレイでは相棒をぶん投げて敵を攻撃などの多彩なプレイが魅力だ」と紹介されている[1]。その他、同付録巻末に収録されている「部門別ベスト30」では、キャラクタ22位、操作性26位を獲得している[6]。

| 項目 | キャラクタ | 音楽 | 操作性 | 熱中度 | お買得度 | オリジナリティ | 総合  |
| 得点 | 4.33       | 3.90 | 3.93   | 3.76   | 3.68     | 3.57           | 23.17 |